# Óscar Lasarte
Óscar Lasarte (Dénia, Marina Alta, 1996) és un actor valencià.

## Trajectòria
Va començar a molt primerenca edat a interessar-se per les arts escèniques formant part del grup de teatre TeChabàs de la seva localitat natal Dénia. El seu debut al cinema ha estat amb la pel·lícula ¿Es el enemigo? La película de Gila d'Alexis Morante on interpreta al carismàtic humorista i actor Miguel Gila pel que va guanyar la Medalla del Cercle d'Escriptors Cinematogràfics a l'Actor revelació 2025 i va ser nominat al Goya al millor actor revelació el 2025.